# Ulvstorpasjön
Ulvstorpasjön är en sjö i Jönköpings kommun i Småland och ingår i Motala ströms huvudavrinningsområde. Sjön har en area på 0,0667 kvadratkilometer och ligger 221,9 meter över havet. Sjön är in fiskesjö med inplanterad öring och regnbågslax och sköts av Jönköpings sportfiskeklubb. Andra arter som förekommer är mört, abborre och signalkräfta.

## Delavrinningsområde
Ulvstorpasjön ingår i det delavrinningsområde (640324-140000) som SMHI kallar för Ovan Lillån. Medelhöjden är 176 meter över havet och ytan är 5,43 kvadratkilometer. Räknas de 14 delavrinningsområdena uppströms in blir den ackumulerade arean 134,16 kvadratkilometer. Tabergsån som avvattnar avrinningsområdet har biflödesordning 2, vilket innebär att vattnet flödar genom totalt 2 vattendrag innan det når havet efter 220 kilometer. Delavrinningsområdet består mestadels av skog (29 %), öppen mark (20 %) och jordbruk (33 %). Avrinningsområdet har 0,07 kvadratkilometer vattenytor vilket ger avrinningsområdet en sjöprocent på 1,3 %. Bebyggelsen i området täcker en yta av 0,74 kvadratkilometer eller 14 % av avrinningsområdet.

## Galleri

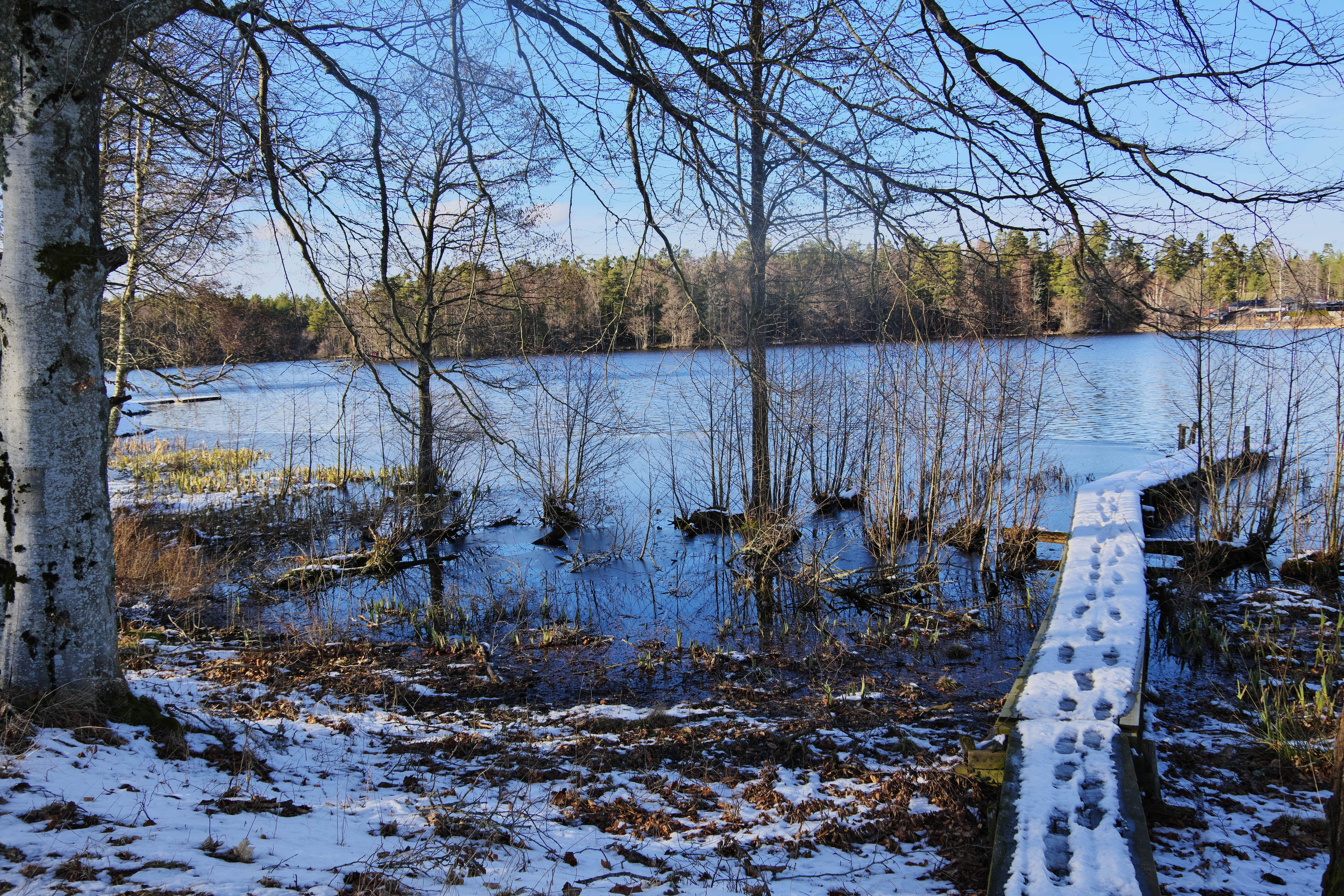
Ulvstorpasjön är en fiskesjö.
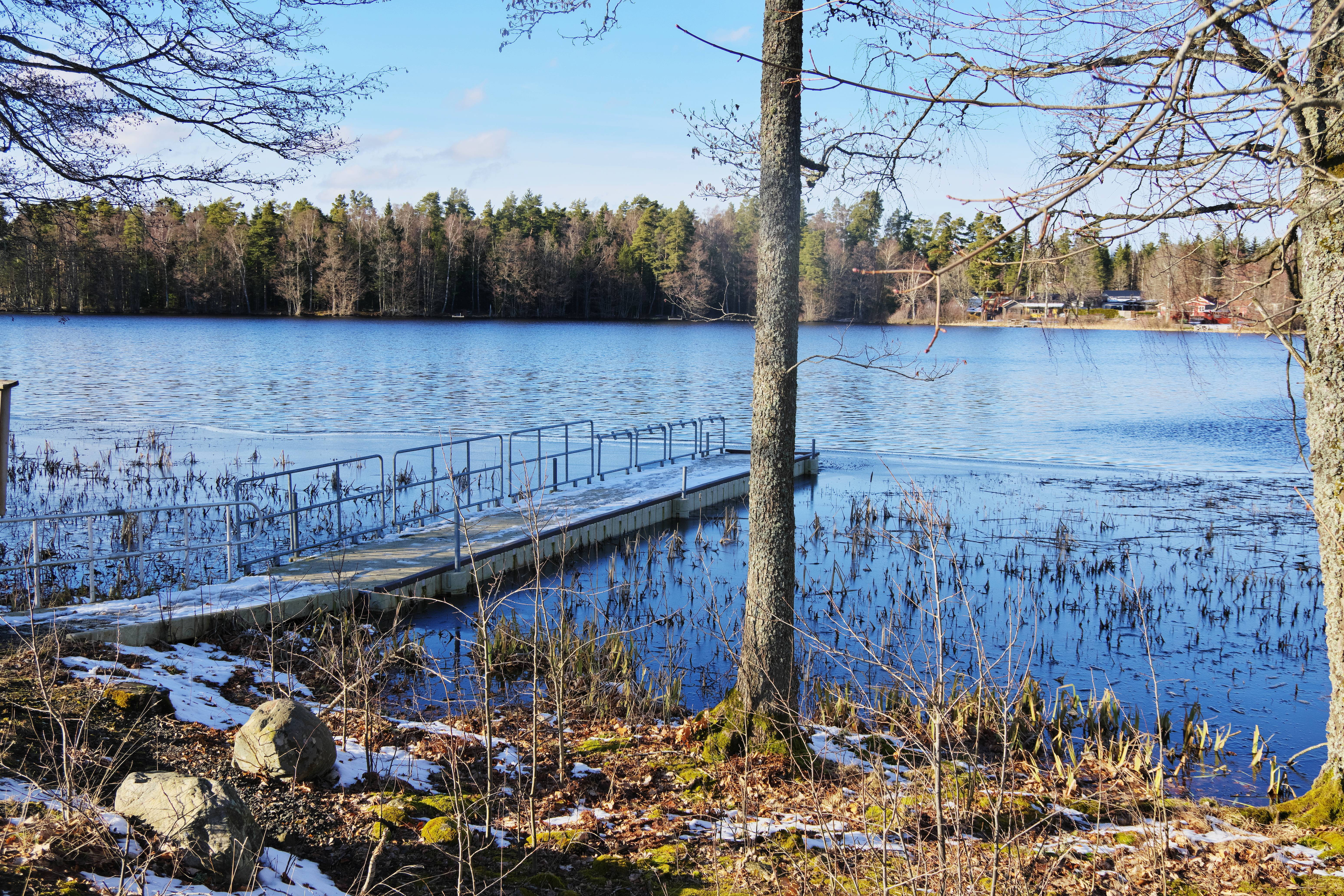
Sjön har många bryggor.
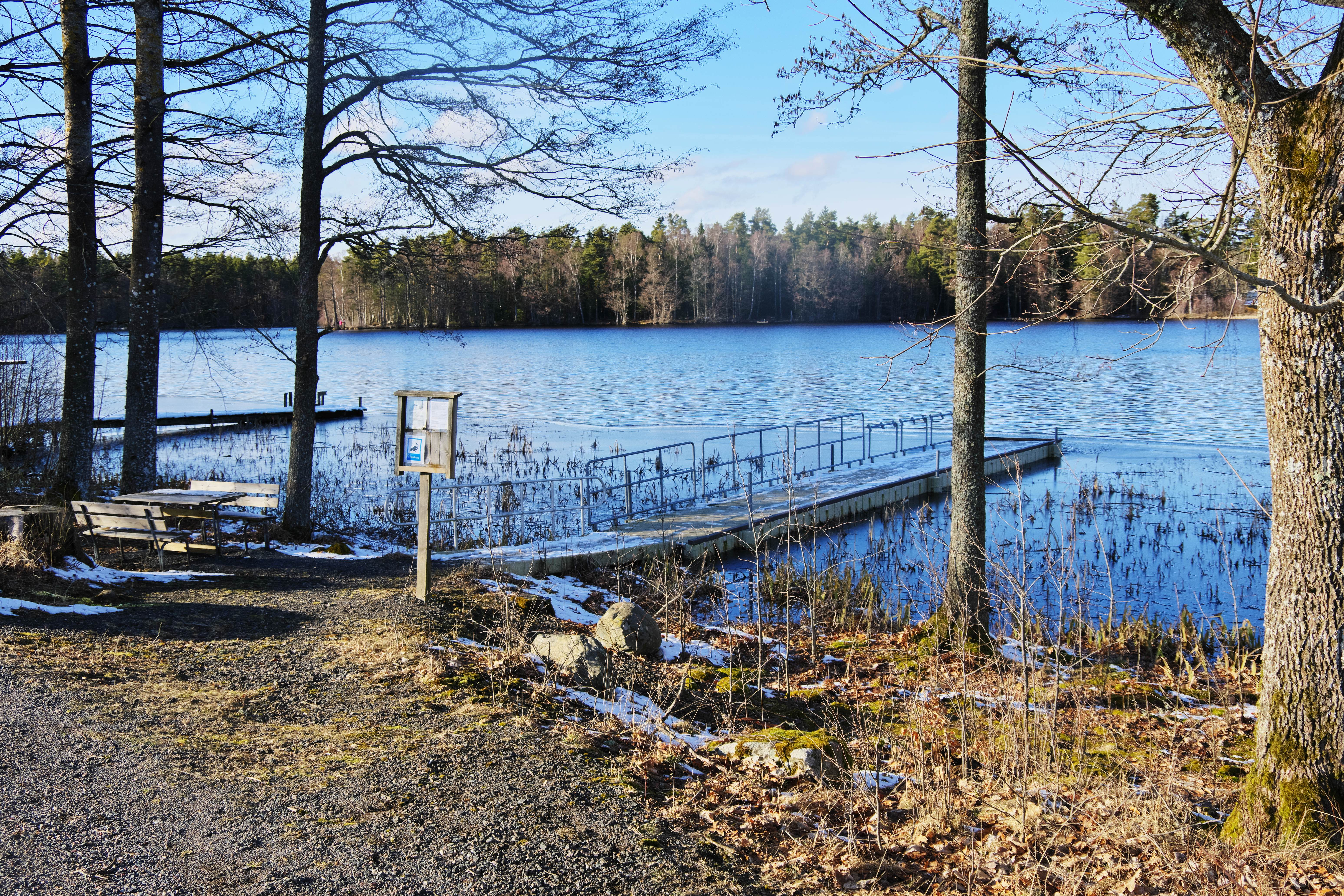